# Nacho Martínez (cầu thủ bóng đá)
Ignacio Martínez Trueba (sinh ngày 11 tháng 4 năm 1990), thường được biết với tên Nacho Martínez là một cầu thủ bóng đá người Tây Ban Nha thi đấu ở vị trí tiền đạo cho câu lạc bộ tại Giải bóng đá ngoại hạng Hồng Kông Dreams.